# 大陸地區人民
在中華民國法律中，大陸地區人民，又稱中國大陸民眾、大陸居民，在動員戡亂時期曾稱匪區人民、淪陷區人民，為在中國大陸地區設有戶籍或擁有中華人民共和國護照的人民。
這個概念因1949年中華民國政府遷臺、兩岸分治而出現。在1991年《中華民國憲法增修條文》、1992年《兩岸人民關係條例》制定後法制化。其主管機關為大陸委員會。
在現行法定中，大陸地區人民的地位介於臺灣地區人民與外國人之間，非臺灣地區無戶籍國民，也非中華民國僑民，不具備公民權，許多法律權益也不同於外國人。對於「大陸地區人民是否為中華民國國民」，近年來在政治與法律上亦出現爭論。

## 歷史
1950年，行政院與交通部頒布《起義船隻及船員處置獎擆辦法》，首次允許具有政治上重大意義的特殊方式投奔臺灣的中國大陸人民居留台灣。1951年，中華民國政府謀劃恢復招收僑生來台升學，並於1952年開始招生；此外還允許僑生以簡化手續加入中國國民黨，意圖加強與海外華僑之聯繫，以期與中共對抗。僑生依照當時的國籍法亦被視為中華民國之國民。1954年，聯合國軍在朝鮮戰爭中俘虜之中國人民志願軍士兵依其意願被遣送臺灣。1959年，行政院頒布《對匪陸海空軍重賞招降獎賞標準》。至1990年代以前，抵達臺灣之大陸人民，依照其原有省籍登記戶籍，而非認定為臺灣籍，為本省人與外省人之衝突埋下伏筆，軍人軍眷大多直到1969年才納入民間戶籍系統。
1987年解除戒嚴，於年底開放赴大陸觀光，並允許大陸地區人民來台，大陸沿海居民偷渡來台漸漸興起，然而與大陸關係斷絕，無法實施遣返。1990年代以來，戶籍法改以出生地登記來削弱父權血統主義，隨後又修訂國籍法，不再單以父系繼承斷定國籍。1988年，行政院函覆《臺灣地區與大陸地區人民關係條例》通過以前暫緩審議《內政部警政署入出境管理局組織條例》草案。1990年，兩岸紅十字會簽署《金門協議》，由入出境管理局承辦偷渡犯之遣返工作。1999年，公布《入出國及移民法》，對有無戶籍之國民之權利分別作出規範。
1991年4月通過的《中華民國憲法增修條文》規定「自由地區與大陸地區間人民權利義務關係及其他事務之處理，得以法律為特別之規定。」，同年6月中華民國法務部發布函釋「大陸地區同胞依憲法規定亦為我國國民」。
1992年7月制定《臺灣地區與大陸地區人民關係條例》，當時定義大陸地區人民為「指在大陸地區設有戶籍或臺灣地區人民前往大陸地區繼續居住逾四年之人民。」，第10條和第69條的立法理由均指「大陸地區人民亦為中華民國人民」。
大陸委員會曾於1992年發布函釋引用《臺灣地區與大陸地區人民關係條例》第10條立法理由「大陸地區人民亦為中華民國人民」。法務部曾於1993年8月發布函釋，主張「大陸地區人民亦為中華民國人民」、「似應有『國家賠償法』之適用」
1993年，开放大陸配偶赴台定居。
2023年2月，臺灣高等法院高雄分院对陆男国赔案二审维持原判，引发臺灣地區舆论关注。法院依法務部1993年8月函釋，認為大陸地區人民可以擁有申請國賠等權力。5月24日，中華民國行政院發布院臺法長字第1121023848號通令各部會，中止法務部1993年8月函釋。新函釋表示，大陸地區人民不是中華民國國民，不擁有中華民國國籍，停用共25條「大陸地區人民亦為中華民國人民」相關函釋。律師洪永志表示此行政院函釋僅是為了解釋法律，不具法律效力。

## 法律地位

### 国籍
1949年中華民國政府遷臺後，堅持其代表中國之「法統」，維持认为中国大陆（1953年控蘇案之後一度包含外蒙古）人民仍然有完全的中華民國國民身分。該些人民實際上受中华人民共和国以及蒙古人民共和国之統治，由於1950年代國際間東西冷战興起，實際上與台湾之间断绝了交通往来。前往台湾定居的中国大陆人士通常是拥有“反共義士”身份者。两岸民众的交通往来、定居到1980年代台灣解嚴后，方才逐步实现（参见：三通）。

#### 現行法律規定
《國籍法》規定，中華民國國籍依血統即可取得，而國籍喪失需主動向内政部申請：

第二條 有下列各款情形之一者，屬中華民國國籍：一、出生時父或母為中華民國國民；二、出生於父或母死亡後，其父或母死亡時為中華民國國民；三、出生於中華民國領域內，父母均無可考，或均無國籍者；四、歸化者。
第十一條 中華民國國民有下列各款情形之一者，經內政部許可，喪失中華民國國籍：一、由外國籍父、母、養父或養母行使負擔權利義務或監護之無行為能力人或限制行為能力人，為取得同一國籍且隨同至中華民國領域外生活。二、為外國人之配偶。三、依中華民國法律有行為能力，自願取得外國國籍。但受輔助宣告者，應得其輔助人之同意。依前項規定喪失中華民國國籍者，其未成年子女，經內政部許可，隨同喪失中華民國國籍。

《兩岸人民關係條例》則載明：

第二條 本條例用詞，定義如下：一、臺灣地區：指臺灣、澎湖、金門、馬祖及政府統治權所及之其他地區。二、大陸地區：指臺灣地區以外之中華民國領土。三、臺灣地區人民：指在臺灣地區設有戶籍之人民。四、大陸地區人民：指在大陸地區設有戶籍之人民。
《兩岸人民關係條例》立法理由：

（第10條）大陸地區人民亦為中華民國人民，其雖有進入臺灣地區或在臺灣地區停留、工作或居住之自由，惟為顧及臺灣地區之人口壓力，並為維護國家安全及社會安定，實有加以限制之必要……
（第69條）大陸地區人民亦為中華民國人民，在臺灣地區取得或設定以不動產為標的之權利，原應與臺灣地區人民相同。惟為期公平起見，爰參考土地法第十八條規定，以臺灣地區人民亦得在大陸地區享受同樣權利者為限，大陸地區人民始有此權利。

#### 司法界立場
1982年（民國71年）12月31日 — 最高法院71年台上字第8219號判例（因後來《兩岸人民關係條例》已載明兩岸間貨品輸送按進出口論，故判例失效）：

茲我國大陸領土雖因一時為共匪所竊據，而使國家統治權在實際行使上發生部分之困難，司法權之運作亦因此有其事實上之窒礙，但其仍屬固有之疆域，其上之人民仍屬國家之構成員，自不能以其暫時之淪陷而變更其法律上之地位。

本則判例的主旨是，從大陸地區不經外國第三地私帶貨品進入台灣地區，不屬於跨國走私，無法成立走私罪。最高法院102年度第1次刑事庭會議（2013年1月8日）決議，因兩岸條例第四十條第一款（兩岸間貨品輸送按進出口論）已新作規定，此判例不合時宜、不再援用。
2002年（民國91年）5月25日 — 臺北高等行政法院90年度訴字第4636號判決（未上訴最高行政法院，不屬判例）：

大陸地區之人民依中華民國憲法仍是中華民國之國民；惟因非目前中華民國政府有效統治土地之國民，為此憲法增修條文前言有：『為因應國家統一前之需要』等語，而憲法增修條文第十一條第一項亦明定「自由地區與大陸地區間人民權利義務關係及其他事務之處理，得以法律為特別之規定」，從而，大陸地區人民非中華民國之外國人，而係適用依憲法增修條文第十一條制定之『臺灣地區與大陸地區人民關係條例』之大陸地區人民。
近年來，司法界對於該題目的認識出現變化，意見各有不同。例如，2013年7月司法院作出《釋字第710號解釋》（其主文未提及大陸地區人民的國籍問題）時，
- 大法官羅昌發在其不同意見書中說： “一、大陸地區人民非外國人且非臺灣地區人民之特殊地位：[……]故在憲法與增修條文之架構下，大陸地區人民雖與擁有其他國籍之外國人不同，然其亦非屬得在我國法律下享受與臺灣地區人民完全相同待遇與保障之國民。是以其在憲法與法律上，與臺灣地區人民所得享有之待遇與保障，未必相同[……]”
- 大法官陳新民說：兩岸關係之授權，乃一種「價值中立」的憲法委託，是因為憲法增修條文並未（亦不可）有任何歧視大陸地區或臺灣地區人民的立法授權。質言之， 該增修條文規定並不可解讀為「歧視授權」，否則即會造成同一部憲法前後理念相互矛盾的結果。
- 大法官陳春生則說：“一、大陸地區人民之法地位較為特殊，大陸地區人民依憲法增修條文既非外國人、又非本國人（不具中華民國國籍）、亦非無國籍人，故其自由權利之保障與限制，無法立即與本國人或外國人一概而論。二、大陸地區人民其自由、權利之保障與限制之法源不清楚 [……]”。[14]2024年12月，大法官被提名人陳運財在立法院接受聽證，回答國民黨立委翁曉玲（與陳春生大法官為夫妻）「大陸人是外國人嗎？還是中華民國國民？」質詢時，表示大陸人應該沒有中華民國國籍，翁曉玲則指出，國籍法為血統主義，質疑陳運財之陳述。[15]

#### 行政機關立場與法律界意見
1992年（民國81年）6月10日 — 法務部法人字第06568號函釋（不再援用）
大陸地區同胞依憲法規定亦為我國國民。

1993年（民國82年）8月5日 — 法務部法律決字第16337號函釋（不再援用）
參照「臺灣地區與大陸地區人民關係條例」第二條第二款、第四款規定之意旨，大陸地區人民亦為中華民國人民。

1996年（民國85年）4月16日 — 法務部法律決字第08886號（不再援用）
我國國籍法係採血統主義，故大陸地區人民得認定具有中華民國國籍。

2023年（民國112年）5月22日 — 行政院院臺法長字第1121023848號函釋（行政機關之現行函釋）
中國大陸人民不具中華民國國籍、非屬中華民國國民，自不享有或負擔中華民國國民的權利義務。

2023年2月，在陆男国赔案中，臺灣高等法院高雄分院在判决中认为中國大陸人民也是中華民國人民，適用國家賠償法。该院民一庭长在接受媒体采访时表示，經函詢大陸委員會，獲函覆中國大陸人民也是中華民國人民，適用國家賠償法時為民進黨執政，大陸委員會於2月17日發新聞稿稱，本會函覆高雄地方法院的內容從未指稱中國大陸人民是中華民國國民。查國籍法、入出國及移民法，「中華民國國民係『具有中華民國國籍之居住臺灣地區設有戶籍國民或臺灣地區無戶籍國民』」5月25日，行政院發佈「院臺法長字第1121023848號」函釋通令各部會，表示依照2000年修正後之現行《國籍法》以及《入出國及移民法》定義，「中國大陸人民不具中華民國國籍、非屬中華民國國民」，不享有或負擔中華民國國民的權利義務，凡舊函釋與此牴觸者，應自即日起停止適用或不再援用，當時列出了25條「大陸地區人民亦為中華民國人民」相關函釋。。2025年，賴清德政府推動編寫「識讀中國威脅」補充教材，並提醒應在教材編寫時注意，上述最新的法律釋示已與過去不同。
上述函釋雖然被行政機關停止適用，但其法律依據並未隨之消滅。律師洪永志指出，在兩岸人民關係條例修改前，行政院函釋並不具法律效力。政府對相關議題的詮釋方式亦曖昧不定。2024年10月，中華民國總統賴清德講話提及，「中華人民共和國是絕對不可能成為中華民國人民的祖國，反倒是中華民國可能是中華人民共和國75歲以上民眾的祖國」，指出了政府遷臺前出生的中國大陸人士似具有國籍的狀況。國立政治大學法律學系副教授廖元豪曾撰文指出，《國籍法》採血統主義，「出生時父或母為中華民國國民」者即具有國籍；中國大陸人士，如其父母在政府遷臺前出生，亦不曾向内政部取得喪失國籍的許可，便始終具有中華民國國籍，此一法律事實並不因行政院函釋被拘束。

### 護照
大陸地區人民，在取得中華民國國籍，轉換為台灣地區人民之前，不能申請中華民國護照以及中華民國戶籍。